# أتالا (رواية)
أتالا، أو حب الهنديين المتوحشين الاثنين في الصحراء هي رواية قصيرة للكاتب الفرنسي فرانسوا رينيه دو شاتوبريان، نُشرت للمرة الأولى في 12 جيرمينال IX (2 أبريل 1801). يتم سرد القصة من وجهة نظر البطل البالغ من العمر 73 عامًا، شاكتاس، والذي تحفظ قصته من خلال التقاليد الشفهية بين السيمينول. تعكس العمل، على الأقل جزئيًا، الرومانسية والتشبه بالأجناس الأدبية الفرنسية في القرن الثامن عشر والتفتيش. وقد تمت ترجمتها إلى العديد من اللغات وتم تكييفها بشكل متكرر للمسرح.